# 生命、宇宙、そして万物についての究極の疑問の答え
生命、宇宙、そして万物についての究極の疑問の答え（せいめい うちゅう そしてばんぶつについてのきゅうきょくのぎもんのこたえ、原文: Answer to the Ultimate Question of Life, the Universe, and Everything）は、ダグラス・アダムズのSF作品『銀河ヒッチハイク・ガイド』に登場するフレーズである。

## 銀河ヒッチハイク・ガイド
ダグラス・アダムズの『銀河ヒッチハイク・ガイド』(The Hitchhiker's Guide to the Galaxy)は、イギリスのラジオドラマで、のちに小説化、テレビドラマ化、そしてついに映画化がなされた人気シリーズである。奇抜な、ほとんど意味不明の領域に近づいたアイデアと、軽妙な語り口を持つスラップスティック（Slapstick = ドタバタ）SF小説である。作中、「生命、宇宙、そして万物についての究極の疑問の答え」を問われたスーパーコンピュータ、ディープ・ソートが750万年の計算の末に出した答えが、「42」である。同シリーズの日本語訳は新潮社から出版されたが、日本ではそこまでで留まり、派生文化を生み出さなかった。
スラップスティックは「どたばた」であり、英語圏のSF界でも『銀河ヒッチハイク・ガイド』は異色の存在である。しかし英語圏でコンピュータ・プログラムやネットワークに趣味的にのめりこんだ人々には、スラップスティックSFの感覚に呼応する心性があり、同シリーズのアイデアを好んでとりあげた。たとえば、ローグライク・ゲームのメッセージやモンスターの中には、銀河ヒッチハイク・ガイドに由来するものがある。英語からの移植版も、英語版を土台に日本で発展したローグライク・ゲームも、銀河ヒッチハイク・ガイドの世界を部分継承した。ネットワーク経由での再流入である。

## ストーリー

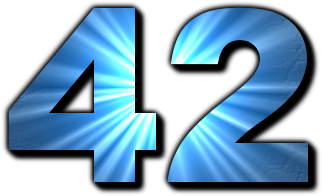
生命、宇宙、そして万物についての究極の疑問の答え

### ディープ・ソート
このシリーズにおけるハツカネズミは、「すぐれた知性をもった汎次元生物がわれわれの三次元に突き出している部分」である。ハツカネズミ達は「生命、宇宙、そして万物についての究極の疑問の答え」を知るために、全時代および全世界において2番目に凄いコンピュータ、ディープ・ソート(深い考え)を作った。そのコンピュータが750万年かけて出した答えは「42」だった。

「四十二だと!」ルーンクォールが叫んだ。「七百五十万年かけて、それだけか?」

「何度も徹底的に検算しました」コンピュータが応じた。「まちがいなくそれが答えです。率直なところ、みなさんのほうで究極の疑問が何であるかわかっていなかったところに問題があるのです」

ディープ・ソートは研究者に向かって、「疑問とは何なのか」に答えられるもっと凄いコンピュータ（＝全時代、全世界最も凄いコンピュータ）を設計しようと言った。それはコンピュータ母体に生命体を取り込んだコンピュータである。そのコンピュータの名は「地球」。あまりに大きいのでよく惑星と間違えられる。しかし、疑問の計算が終わる5分前に、超空間バイパスを通すための道路工事でヴォゴン人が地球を破壊してしまう。このとき、「銀河ヒッチハイク・ガイド」現地調査員のフォードと地球人のアーサー・デントとはなんとか地球を脱出できた。後のシリーズ作品（『宇宙の果てのレストラン』）で、生命の意味が知れ渡ることで、自分達の仕事がなくなることを恐れた精神科医と哲学者の組合が、地球を壊すためにヴォゴン人を雇ったことが判明する。
テレビのトーク番組に出て疑問を明かすことになったハツカネズミは、必死になって疑問を発見しようとした。惑星マグラシアでのアーサー・デント一行との話し合いで、ハツカネズミのフランキイとベンジイは、究極の疑問をアーサーの脳から抽出するという計画を明かした。そのためには脳を取り出してサイの目に切らないといけない、と聞いたアーサーは計画に反対し、すんでのところで無事に逃げ出すことができた。
本当のことが分からないので、2人のハツカネズミはトーク番組で話すための疑問をでっち上げることにする。議論の末に決まったのは、「How many roads must a man walk down?（人間が歩かねばならない道の数はいくつ?）」という疑問である（これはボブ・ディランの有名な公民権運動の歌『風に吹かれて』の一行目）。却下された疑問のひとつ「黄色くて危険なものなあに?」は、作者アダムスは答えを明かしていないが、答えは「サメが群がるカスタード」である。しかしこれは、地球を破壊したヴォゴン人の黄色くて危険な宇宙艦隊への言及でもある。

### 目隠しスクラブル
シリーズ第2作『宇宙の果てのレストラン』の最後で、最後の地球人となったアーサーは、自分の無意識から「疑問」を発見しようとする。コンピュータ母体の一部であるアーサーは、内部に疑問を保持している可能性が一番高いのだ。アーサーはスクラブルの要領で、袋から適当に文字板を取り出していった。その結果、できあがった文は "WHAT DO YOU GET IF YOU MULTIPLY SIX BY NINE" （六掛ける九はいくつになるか）だった。

「六掛ける九。四十二」

「そうだ。これで全部だ」

十進法では6 × 9 = 54 なので、この問いは宇宙はへんてこで非合理なものだということを含意しているのかもしれない。とはいえ、これが本当の疑問だという証拠はない。結局のところ、アーサーは巨大で複雑なコンピュータ母体「地球」の極小の断片でしかないし、その地球も計算を完了する5分前に破壊された。あと5分で正しい恒等式 6 × 7 = 42 を導き出した可能性もある。アーサーとフォードは、太古の地球の猿人間が銀河系中心部からの移民であるゴルガフリンチャム人に取って代わられていることに気付く。アーサーがゴルガフリンチャム人の子孫だとすれば、アーサーの頭の中にあった疑問が不合理であることの理由になり得る。
ラジオドラマ版では、このシーンは最初のシリーズ（第6回）に登場する。アーサーは疑問を発見して次のように言う。「僕はいつも言ってたんだ、宇宙には基本的に何か欠陥があるって」

### 究極の問いの非可解性
第2巻『宇宙の果てのレストラン』の冒頭には次のように書いてある。

この宇宙の目的がなんであり、なぜ宇宙が存在するのか---その答えをあやまちなく見いだした者あらば、

宇宙はたちまち消え去ってはるかに奇怪で不可解なものにとってかわられるだろう---そういう理論がある。 

そしてその次のページにはこう書いてある。

それはすでに起こってしまった---という理論もある。

第3巻『宇宙クリケット大戦争』（原題：Life, the Universe and Everything（＝生命、宇宙、そして万物））の最終章「エピローグ：生命、宇宙、そして万物」でアーサー達はプラクという男に会う。
プラクは自白剤の飲みすぎにより「真実を、真実のみを語り、真実以外のなにものも語らなくなってしまった男」である。アーサーが「究極の答え」について尋ねると、「42、そうだ。それは正しい」と言って「究極の答え」が「42」であることを肯定する。プラクによれば「究極の問い」と「究極の答え」は相容れないもので、同じ宇宙で両方を同時に知ることはできない。もしそういうことが起こったなら宇宙ははるかに「奇怪で不可解なもの」に取って代わるし、これは「すでに起こってしまった」のだという。
ただし、プラクは「それには若干の疑いがある」と付け加えている。

### 神が造物に対して残した言葉
プラクはアーサー達に「神が（造物に対して）残した言葉」を探して見るように言う。アーサーはこの言葉が「究極の問い」と何らかの関わりがあるのではないかと考え、第4巻のラストで「言葉」を探しに行く。しかし「言葉」は「究極の問い」とは関係なかった。
神が残した言葉は「We apologize for the inconvenience.」（すまん、不都合なことばかりで）。この言葉は建設現場の看板などでもよく用いられる文章であり、お役所用語の一種でもある。

### 「ほとんど無害」ラストにて
ある意味ここで、答え「42」と問い「生命、宇宙、そして万物についての究極の疑問」は揃ったとも考えられる。最後の地球人である娘ランダムが、とある「42号室」で「自分の居場所は何処だ」と問いを発し、その後その部屋から出る機会は無かった。
ランダムの本当に聞きたかったことはおそらく人生における居場所だが、そんなものは具体的なものとしてあるものではない。ことにタイムマシンやら無限不可能性ドライブやらが存在する様な世の中では尚更だと、トリリアンも言っている。
一方、ちょうどその時ランダムが居た「場所そのもの」は、42号室である。ランダムの問いにトンチで42号室と答える事は可能である。

## 指摘と仮説

### 『タイタンの妖女』のパロディか
日本語版の第一回目の翻訳者風見潤が、シリーズ第二巻『宇宙の果てのレストラン』後書きで紹介しているように、佐藤良明が「対峙しない文学」（「英語青年」1982年9月号）で『銀河ヒッチハイク・ガイド』について触れている。この中で佐藤良明は「42」はカート・ヴォネガット・Jrの小説『タイタンの妖女』のパロディではないかと指摘している。
『タイタンの妖女』では、トラルファマドール星人が自分達の存在意義をコンピューターに尋ねるシーンが出てくる。このコンピューターがはじき出した答えは「0」、すなわち存在意義などない、というもの。

### 『Burkiss Way』の「42 論理実証主義通り」
作者のアダムスが「42」を使ったのは『銀河ヒッチハイク・ガイド』が最初ではなく、その前にBBCのラジオ・コメディ『Burkiss Way』(en:The Burkiss Way)で、「42 論理実証主義通り」(42 Logical Positivism Avenue)というスケッチを書いている。これは、オリジナルであるラジオドラマ版『銀河ヒッチハイク・ガイド』で「42」の条が登場する14ヶ月前の、1978年3月29日に放送された。

### 文字数との関連
"answer to life the universe and everything"はスペースも含めて文字を数えると、全部で42文字である。質問と答え"What do you get if you multiply six by nine? Forty-two"は、スペースとハイフンと疑問符を除けば42文字であり、含めれば6掛ける9の一般に正しいとされる答え、54文字となる。
映画版パンフレットによると、続編で神が残した言葉「God says, sorry for all the inconveniences.」（すまん、不都合な事ばかりで、と神は言った）もスペースとカンマを入れれば42文字である。

### 13進法との関連
後に、6かける9は10進法では54だが、13進法では42になることが指摘された(4×13+2=54(10))。ダグラス・アダムズは作品を書いていたときには気がついていなかった。そしてしばしば引用されるように「誰も13進法についてのジョークなんて書いてないよ」「僕はまったく惨めなやつだけども、13進法についてジョークをいったりはしないんだ」などの言葉を残している。とはいえ、アーサーが使ったスクラブル盤は一辺が13枡からなるものであることに注意すべきである。実際のスクラブル盤は15枡からなる。このような違いは、作中4つあることになっているYのコマが実際のスクラブルのゲームでは2つであることにも共通する。

### 演算順序のバグか
ディープ・ソートは演算順序の問題を抱えていたのではないか、というプログラマのジョークがある。つまり例えば、6×9=(1+5)×(8+1)=54とすべきところを6×9=1+5×8+1=42としてしまったため、「究極の問い」が「6×9」でなく「6×7」になってしまったのではないか、というジョークである。
例えば下記のC言語で記述されたプログラムでは、1 + 5 を SIX 、 8 + 1 を NINE としてマクロ定義し、SIX * NINE を計算している。プログラムを実行するとコンピュータは42という値を表示する。なぜなら、SIX * NINE はコンパイルの前に 1 + 5 * 8 + 1 と展開され、演算子の優先順位により乗算が先に計算されるからである。
```
#include
 
<stdio.h>

#define SIX 1 + 5

#define NINE 8 + 1

int
 
main
(
void
)

{

    
printf
(
 
"What you get if you multiply six by nine: %d
\n
"
,
 
SIX
 
*
 
NINE
 
);

    
return
 
0
;

}

```

### グロブとの関連
ASCIIで42は「*」（アスタリスク）である。アスタリスクはグロブ（w:glob (programming)）において、任意（＝万物）の文字列と置き換えられる「ワイルドカード」によく用いられる。このことも、万物についての答え、とも取れる（クリーネ閉包と混同しないように）。

### ルイス・キャロルとの関連
42はイギリスを代表する児童文学『不思議の国のアリス』の作者ルイス・キャロルが好んだ数字で、作中で何度か使用している。
そのためアダムスは『銀河ヒッチハイク・ガイド』の中で「生命、宇宙、そして万物についての究極の疑問の答え」を42としたのはキャロルへのオマージュではないかと指摘されたが、本人は「単なる偶然の一致」として否定している。
しかし、『銀河ヒッチハイク・ガイド』作品中に出てくる表現や描写は、『不思議の国のアリス』作品中に出てくるような表現や描写に良く似た部分が見受けられる（アダムス本人はそのいくつかを認めている）。

### マーヴィンは何かを知っていたか
マーヴィンは人間の心の中を読めるので、アーサーの心を読んで究極の問いを知るよう求められたが、マーヴィンが答える前にハプニングが起こったため、結局マーヴィンは究極の問いを皆に教えなかった（『宇宙の果てのレストラン』）。
またシリーズ第3作『宇宙クリケット大戦争』で、宇宙最高の思考力を持つロボットであるマーヴィンは生きたマットレスであるゼムに、何でもいいから数を挙げるように言う。ゼムは数を言い、マーヴィンは「違います。そうでしょう?」と返事をする。マーヴィンは自分の頭脳は惑星規模だと何度も言っているので、地球が何を考えていたかを発見したのかもしれない。宇宙船「黄金の心」号のコンピュータであるエディも、何でもいいから数を挙げるように言ったが、船内の地球人からは無視された。

### 死者の書との関連
エジプトの『死者の書』に出てくる神の数は42である。

### 42行聖書との関連
15世紀半ばに初めての活版印刷本として出版されたグーテンベルク聖書は1ページが42行で組まれているため、別名「42行聖書」と呼ばれている。

### 1942という年号との関連
第二次世界大戦において、連合国が枢軸国に対し、大々的反攻に成功したのが1942年であり、その年号は西欧人にとってはおなじみのものである。つまり、「勝利」の意味の可能性もある。

### ハッシュ
一般的プログラム言語には、文字列に対して、特定の決まった値を返す機能が備わっており、それは、リスト整列と検索のため使われている。「地球」が苦し紛れに出した答えが、「地球」のアルゴリズムで計算した"answer to life the universe and everything"のハッシュ数であったのかもしれない。

### 日本語のジョーク
6×9=42は、日本語で「死に（42）」と「ロック（69）」に分かれる。つまり、デッドロック（deadlock）という、日本語と英語を合わせたジョークであるとする説もある。理由としては、この宇宙は、陽子、中性子という、素粒子のデッドロックにおかれた状態の集積だからである。人生についても同様、人生の最後は、老人ホームか、餓死、つまりデッドロックである。

### ド・ジッター解の数値解析
相対性理論の最も基本的な解、ド・ジッター解の数値解析を量子方程式で行った場合、二回ビッグバンが起こるのが42ステップ目であることからきているのかもしれない。この場合宇宙は101*101*101のグリッドに分けられた場合である。二回ビッグバンが起こるというところが目新しい。

### four by two
42の英語である forty two の最初のtをbに変えると four by two となり、ユダヤ人という隠語になる。ネイティブにしかわからないジョークであり、キリストとアインシュタインを意味しているのは当然であろう。

### ジョン・クリーズの仮説
モンティ・パイソンのメンバーだったジョン・クリーズは以下のような仮説を唱えている。クリーズがグレアム・チャップマンと一緒に書いた司祭の説教に関するコントで、司祭が「神の怒りが世界を焼き尽くすという歌」である賛美歌42番を歌わせようとして終わるものがあった。チャップマンがダグラス・アダムズと一緒に仕事をしていたので、このコントを見ていたのではないかというものである。

## 作者自身の言葉

### BBCのインタビューに対して
『銀河ヒッチハイク・ガイド』の二十周年を記念したBBCのラジオ4のインタビューで、作者のダグラス・アダムスがなぜ42を選んだのかを解説している。インタビューでアダムスは次のような趣旨のことを答えている。
「モンティ・パイソン」の一人ジョン・クリースと仕事した事がある。そのときジョンは延々計算したあげくにやっと答えを出す「ダメな窓口係」のジョークをやっていた。ジョンはその答えが「全く意味の無い平凡な数字」でないと面白くないと言い出し、結局答えは「42」になった。究極の答えが3や7といった意味ありげな数字だと面白くないので、「全く意味の無い平凡な数字」を選ぼうとしているときにこの件を思いだし、これはうってつけだと思って「42」にした。
このインタビューは、その要約が河出書房版『銀河ヒッチハイク・ガイド』のあとがきに再録されている。また『銀河ヒッチハイク・ガイド』のCD（テレビ番組のDVDではなく、ラジオ番組を録音したCD-ROM8枚組のセットのほう）に収録されている。
ただし、アダムス自身が「記憶があいまいで、ほんとうにそうだったかは分からない」とも言っている。

### 『パニくるな』にて
ニール・ゲイマンの本『パニくるな』(Don't Panic、未訳)には作者ダグラス・アダムスの手紙が公開されている。

Q. 生命、宇宙、そして万物の問いは何ですか?

A. アーサー・デントが探している本当の問いが分かった。それはこれだ：
 

この文章が復号できたら、そしてこの文章が書かれている言語の入門書を誰かが送ってくれたら、いつの日か、皆に教えるよ。

### ニュースグループにて
作者ダグラス・アダムスのファンのニュースグループに、作者本人が以下の内容を投稿している。

Mark J Cherkasは書きました:

>私はこのグループに入ったばかりなので、初歩的な質問をお許しください。

>なぜ答えは42なんですか?

>ダグラス・アダムスはこれについて何か説明してますか?

この答えはとても簡単さ。ジョークだよ。普通の、小さめの数じゃなきゃならなかったんだ。それでこの数を選んだ。2進数だとか、13進法だとか、チベットの僧侶だとかは全くのナンセンスだよ。僕は自分の机にすわって、庭を見つめ、「42でいいな」と考えてタイプしたんだ。これで話は終わり。

## 42を元ネタとするオマージュ

### Googleの計算機能
コンピュータに「42」を答えさせるというのは、英語圏プログラマの茶目っ気である。Googleの電卓機能は、"the answer to life the universe and everything"や"the answer to the ultimate question of life the universe and everything"の計算をサポートしており、Googleの興隆とともに、この冗談機能の存在も、日本で知られるようになった。
なお、おそらくは偶然の一致だろうが、『銀河ヒッチハイク・ガイド』の25章でディープ・ソートは光と独創の第七銀河にある「Googolplex Star Thinker」なるコンピュータの性能を「電卓レベル」だとけなしている。Googolplex Star Thinkerは「ダングラバッド・ベータ星の五週間の砂嵐における砂塵の軌道を一粒残らず計算できる」ほどのマシンだが、それを聞いたディープ・ソートは「ビッグバンの際の全原子のベクトル」を決定できる自分をそんなマシンと比較するなと冷やかに答えている。   
「作中でディープ・ソートに750万年もかけてこの答えを出した事を思うと、この問題を解くに際してのGoogleの計算は驚異的に速い。Googleが『42』を計算するのに要する驚異的な速度は、Googleの方がディープ・ソートよりもすぐれている証拠だ」という、Google関係者のメッセージであるとする説もある。
日本語版のGoogleでも「生命、宇宙、そして万物についての答え」、「生命、宇宙、すべての答え」などと入力すると「42」と返ってくる。

### IBMのチェス・コンピュータ
1988年にカーネギー・メロン大学の許峰雄やマレー・キャンベルらがチェス・チャンピオンのガルリ・カスパロフを破るために作ったコンピュータの名前は「ディープ・ソート」である。これは『銀河ヒッチハイク・ガイド』中で「42」を計算したコンピュータと同じ名前である。しかし、ディープ・ソートはカスパロフに敗北した。
そこでIBMがディープ・ソートの後続機を開発する。このコンピュータの名前は「ディープ・ブルー」。『銀河ヒッチハイク・ガイド』中でディープ・ソートが設計したコンピュータ「地球」はディープ・ブルー（深い青）の色の星である。また、IBMのコーポレートカラーであるブルーからとったものとも考えられる。この「ディープ・ブルー」はカスパロフを破り、世界で最初に人間のチェス・チャンピオンを破ったコンピュータとしてその名を歴史に刻むこととなる。
ディープ・ブルーは、IBM版UNIXであるAIXというOSを使用していたので、それ以降IBMは「銀河ヒッチハイク・ガイド」とからめてAIXを宣伝している。たとえば「AIX並列環境のヒッチハイク・ガイド」を書いたり、プログラムの例文に「銀河ヒッチハイク・ガイド」を使ったりしている。

### コンピュータゲーム「Spore」
2008年に発表された生態系シミュレーションゲーム『Spore』にも、オマージュとされる部分が見られる。ゲームの流れとして、プレイヤーは単細胞生物を設計し、生物上陸や道具の発明、文明の形成を経て自作のクリーチャーを宇宙船に乗せて銀河を探索することができる。プレイヤーは銀河の比較的はしっこからスタートするが、作中で何度も「銀河の中心に特別な何かがある」とほのめかされるため、知的好奇心や努力などにより銀河の中心に到達することができる。
銀河の中心に到達すると、「42」というアチーブメント（XBOXにおける実績のようなもの）を獲得する。また、初めて銀河の中心を訪れたときに見られるイベントでは「太陽系の第三惑星でお待ちしております」というメッセージが見られる。

### その他
- テレビ番組「The Kumars at No. 42」で、主人公Kumars達は部屋番号「42」の部屋に住んでいる。2003年にBBCで放送された、Sanjeev Bhaskar（「The Kumars at No. 42」の脚本家の一人）司会の番組で『銀河ヒッチハイク・ガイド』がイギリスで最も愛されている本としてノミネートされた。この番組中でBhaskarは、Kumarsの部屋番号は『銀河ヒッチハイク・ガイド』から来ていると言っている。
- 英国出身のロックバンド「レベル42」の「42」[14]。
- テレビドラマ『X-ファイル』の登場人物フォックス・モルダーは、42号室に住んでいる。
- テレビドラマ『ドクター・フー』のエピソード「タイムリミット42」。
- 清水大輔作曲の吹奏楽曲「すべての答え」の中の主題が4と2に(半ば意図的に)分かれている。
- Linuxディストリビューションの一つ「Ubuntu」は、バージョン10.10のリリース日を、二進法の101010(十進法の42)から、2010年10月10日とした。
- アドベンチャーゲーム『STEINS;GATE』でタイムマシンを作動させる鍵の一つであるブラウン管テレビの大きさが42型。
- プログラミング言語RubyのArray#forty_twoメソッド[15]: 単にself[41]のaliasである。ActiveSupportを利用すると使えるようになる。
- オンラインゲーム『FINAL FANTASY XIV』で同名のフィールドクエスト(F.A.T.E.)が存在する。
- セガ アミューズメントのアーケード音楽ゲーム「チュウニズム」に収録された楽曲「macrocosmos」のBPMが42及びノーツデザイナー名義が「the answer to life the universe and everything」となっている。
- 2018年のアニメーション映画『スパイダーマン:スパイダーバース』で、主人公マイルスを噛んだ「放射性のクモ」は背中に「42」とナンバリングされている。その他、作中にイースターエッグとして「42」が散見される。
- Disney+独占配信のドラマシリーズ『ロキ』シーズン2にて、在り続ける者がミス・ミニッツに対し、とある目的のために「プロトコル42」の実行を命じる。
- フランス・パリ発の完全学費無料エンジニア養成機関「42」が存在する。2020年より東京・六本木に日本校である「42Tokyo」が開校した。同校には学校名の「42」以外にも『銀河ヒッチハイク・ガイド』に見られるオマージュが取り込まれている。